# Carineta diardi
Carineta diardi é um hemiptero herbívoro nativo da Argentina, do Brasil e do Paraguai.